# Cladiella

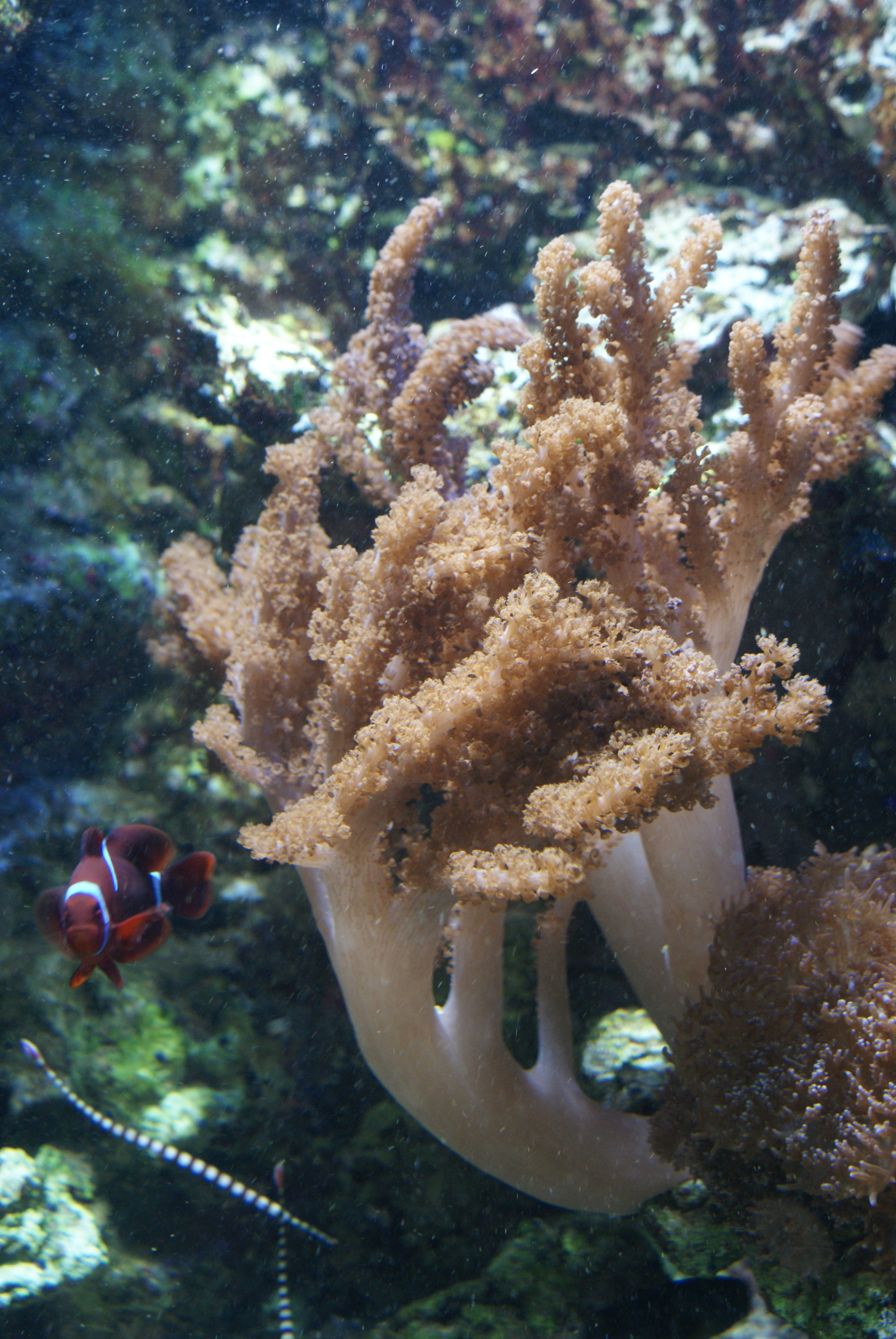
Cladiella sp. en el Tropicarium-Oceanarium, Budapest, Hungría.

Cladiella es un género de corales de la familia Alcyoniidae, subclase Octocorallia, clase Anthozoa.
Este género pertenece a los llamados corales blandos, así denominados porque, al contrario de los corales duros del orden Scleractinia, no generan un esqueleto de carbonato cálcico, por lo que no son generadores de arrecife. Como sustento de su estructura presentan pequeñas espículas de carbonato cálcico denominadas escleritos. La forma, distribución y grosor de estos escleritos se emplea para determinar sin margen de error la especie a la que pertenece cada individuo recolectado.

## Especies
El Registro Mundial de Especies Marinas acepta las siguientes especies:
| - Cladiella arborea. (Utinomi, 1954) - Cladiella arbusculoides. Verseveldt & Benayahu, 1978 - Cladiella aspera. Tixier-Durivault, 1970 - Cladiella australis. (Macfadyen, 1936) - Cladiella bottai. (Tixier-Durivault, 1943) - Cladiella brachyclados. Ehrenberg, 1834 - Cladiella ceylonica. (Pratt, 1905) - Cladiella conifera. (Tixier-Durivault, 1943) - Cladiella crassa. (Tixier-Durivault, 1943) - Cladiella daphnae. van Ofwegen & Benayahu, 1992 - Cladiella densa. Tixier-Durivault, 1970 - Cladiella devaneyi. Verseveldt, 1977 - Cladiella digitulatum. (Klunzinger, 1877) - Cladiella dollfusi. (Tixier-Durivault, 1943) - Cladiella echinata. (Tixier-Durivault, 1943) - Cladiella elegantissima. (May, 1899) - Cladiella elongata. (Tixier-Durivault, 1944) - Cladiella exigua. (Tixier-Durivault, 1944) - Cladiella foliacea. (Tixier-Durivault, 1944) - Cladiella germaini. (Tixier-Durivault, 1942) - Cladiella globulifera. (Klunzinger, 1877) - Cladiella globuliferoides. (Thomson & Dean, 1931) - Cladiella gracilis. (Tixier-Durivault, 1944) - Cladiella hartogi. Benayahu & Chou, 2010 - Cladiella hicksoni. (Tixier-Durivault, 1944) - Cladiella hirsuta. Tixier-Durivault, 1970 - Cladiella humesi. Verseveldt, 1974 - Cladiella irregularis. (Tixier-Durivault, 1944) - Cladiella kashmani. Benayahu & Schleyer, 1996 - Cladiella klunzingeri. Thomson & Simpson, 1909 | - Cladiella krempfi. (Hickson, 1919) - Cladiella kukenthali. (Tixier-Durivault, 1942) - Cladiella laciniosa. (Tixier-Durivault, 1944) - Cladiella latissima. (Tixier-Durivault, 1944) - Cladiella letourneuxi. (Tixier-Durivault, 1944) - Cladiella lineata. (Tixier-Durivault, 1944) - Cladiella madagascarensis. (Tixier-Durivault, 1944) - Cladiella michelini. (Tixier-Durivault, 1944) - Cladiella minuta. (Tixier-Durivault, 1944) - Cladiella multiloba. Tixier-Durivault, 1970 - Cladiella pachyclados. (Klunzinger, 1877) - Cladiella papillosa. Tixier-Durivault, 1942 - Cladiella pauciflora. Ehrenberg, 1834 - Cladiella prattae. (Tixier-Durivault, 1944) - Cladiella pulchra. (Tixier-Durivault, 1944) - Cladiella ramosa. Tixier-Durivault, 1970 - Cladiella rotundata. Tixier-Durivault, 1970 - Cladiella scabra. Tixier-Durivault, 1970 - Cladiella similis. (Tixier-Durivault, 1944) - Cladiella sphaerophora. (Ehrenberg, 1834) - Cladiella steineri. Verseveldt, 1982 - Cladiella studeri. (Tixier-Durivault, 1944) - Cladiella subtilis. Tixier-Durivault, 1970 - Cladiella suezensis. (Tixier-Durivault, 1944) - Cladiella tenuis. (Tixier-Durivault, 1944) - Cladiella thomsoni. (Tixier-Durivault, 1944) - Cladiella tualerensis. (Tixier-Durivault, 1944) - Cladiella tuberculoides. (Tixier-Durivault, 1944) - Cladiella tuberculosa. (Quoy & Gaimard, 1833) - Cladiella tuberosa. (Tixier-Durivault, 1944) - Cladiella variabilis. (Tixier-Durivault, 1944) |

## Morfología
Las colonias de pólipos suelen tener forma arbustiva, con un pie alargado sobre el que se desarrollan varias proyecciones en  forma de dedos, en cuyo extremo brotan los pólipos, que tienen 8 tentáculos y se pueden retraer totalmente.
El extremo inferior de la colonia se fija al sustrato o a la roca, a través de unos potentes músculos que impide sea arrancado. 
Como todos los corales cuero, mudan la piel, y necesitan de corrientes moderadas para desprenderse, de esta forma, de las toxinas y plagas acumuladas.
Según la especie y el hábitat presenta colores varíados: blanco, crema, marrón, gris o verde.
Pueden alcanzar los 41 cm.

## Hábitat y distribución
Viven en los bordes y las laderas del arrecife, prefiriendo aguas turbias. Normalmente anclados en rocas y corales muertos o al sustrato.
Su rango de profundidad es entre 0 y 41 m; y el rango de temperatura, entre 24.09 y 28.95 °C.
Se les encuentra ampliamente distribuidos en el océano  Indo-Pacífico y en el mar Rojo.

## Alimentación
Los Cladiella contienen gran cantidad de algas simbióticas llamadas zooxantelas. Las algas realizan la fotosíntesis produciendo oxígeno y azúcares, que son aprovechados por los corales, y se alimentan de los catabolitos del coral(especialmente fósforo y nitrógeno). No obstante, se alimentan tanto de los productos que generan estas algas (entre un 75 y un 90 %), como de las presas de fitoplancton, que capturan ayudados de sus minúsculos pólipos, y de materia orgánica disuelta en el agua.

## Reproducción
Se reproduce con enorme facilidad. Asexualmente, por brotes y por fisión. Sexualmente: las colonias son macho o hembra, y desovan en la columna de agua, donde se produce la fertilización. Los óvulos fertilizados se convierten en larvas, que deambulan unos días hasta fijarse al sustrato. Una vez allí, evolucionan a forma pólipo, y se reproducen asexualmente, dando origen a la colonia coralina.

## Mantenimiento
Para evitar plagas que pudieran traer los nuevos corales adquiridos es beneficioso darles un baño corto de una solución desinfectante con yodo.
Cladiella es un coral de los más resistentes en cautividad, sensible, no obstante, a los cambios de salinidad y a la radiación ultravioleta. Necesita corriente moderada o fuerte, aunque no directa, para asegurarse de que las mudas de piel que realiza periódicamente se desprendan del animal, de lo contrario, se pueden producir infecciones. La iluminación debe de ser intensa.
Conviene no situarla junto a otros corales, porque desprende sustancias químicas (terpenoides) que resultan tóxicos para ellos.